# 朝日八幡神社

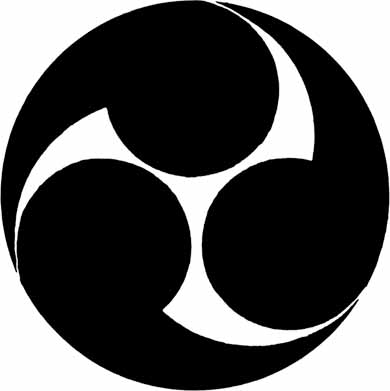
神紋（左三つ巴）

朝日八幡神社（あさひはちまんじんじゃ）は愛媛県松山市にある神社である。神紋は左三つ巴。

## 祭神
氏神として
- 足煩地主神（あぬみちしゅのかみ）

八幡三神として
- 品陀和気命（ほんだわけのみこと、応神天皇）
- 帯中津彦命（たらしなかつひこのみこと、仲哀天皇）
- 息長帯比売命（おきながたらしひめのみこと、神功皇后）

比売神、宗像三神として
- 市杵島比売命（いちきしまひめのみこと）
- 多紀理比売命（たぎりひめのみこと）
- 多岐津比売命（たぎつひめのみこと）

## 由緒
社伝によると持統天皇の治世（686年 - 697年）に、仲哀天皇、神功皇后の行宮跡である沼台(ぬみだい)に、足煩地主神（あぬみちしゅのかみ）を祭り、沼戸明神（ぬみとみょうじん）と称した。その後、山城国乙訓郡（現在の大阪府・京都府の境）の山崎八幡宮（現在の離宮八幡宮）を勧請して、山崎八幡宮と改称した。
元弘3年（1333年）9月、河野通網が神領を献じる。延文6年（1361年）1月、貞和年間に戦災を受けた社殿を河野氏が修理亮（しゅりのすけ）平範有に命じて現在地の朝日谷に社殿を造営した。応永19年（1412年）、越智通成が社殿を増築。
慶長6年（1601年）、松山藩主加藤嘉明が城を松前から勝山城に移してから、松山八社八幡に加え厚く敬った。
明治3年（1870年）、以前よりの藩主の勧めに従い、社殿に朝日の差し込む姿から現在の朝日八幡神社に改称した。明治20年（1887年）、社殿を火災で焼失、明治22年（1889年）に現在の社殿が新築された。明治39年（1906年）、神饌幣帛料供進指定神社となり、翌明治40年（1907年）、郷社に列した。
昭和57年（1982年）、本殿の桧皮葺屋根を、銅板葺に改修した。

## 年中行事
| 日付     | 祭祀         |
| -------- | ------------ |
| 1月1日   | 歳旦祭       |
| 2月3日   | 節分祭       |
| 3月23日  | 春祭（神楽） |
| 7月6日   | 夏越祭       |
| 10月5日  | 宵宮         |
| 10月6日  | 例大祭       |
| 10月7日  | 神幸祭       |
| 11月23日 | 新嘗祭       |
| 12月31日 | 除夜祭       |

10月6日に例大祭が行われ、10月7日の神幸祭では、喧嘩神輿（鉢合わせ）が行われる。（朝日八幡神社八幡会）

## その他
- 学問の神、交通安全の神、また神功皇后が三韓出兵の途中、身重の身体で立ち寄ったといわれることから、安産の神として親しまれている。
- 本殿後方には初期の前方後円墳があり、この地方の豪族のものといわれている。伝説では、持統天皇が農民に命じて朝日八幡神社とともに作らせたといわれる。土器片や動物のはにわも出土している。
- 境内および境外地には奈良原神社、稲荷神社、生目神社、祖霊社、馬神社が祀られている。

## 山内神社
朝日八幡神社の南東隣に鎮座している山内神社は、享保大飢饉の功労者である山内与右衛門久元を祀る神社である。神紋は九曜。
山内与右衛門は、土佐藩初代藩主山内一豊の甥（弟の子）にあたる山内久忠の曾孫である。久忠のとき松山藩に来て4代目の家督を継ぎ、忠節、潔白に励み、正徳4年（1714年）に32歳で目付役になるほどの至誠、忠実、潔白、奉仕の心を持っていたと伝えられる。
享保17年（1732年）の享保の大飢饉で松山に多くの餓死者（餓死者の数3489人）が出たとき、江戸詰めであった松山藩主松平定英は、幕府から施政不行き届きで謹慎を命じられた。主君の命により目付役の山内与右衛門は、松山へ帰して飢饉実情を報告したが、翌享保18年（1733年）5月、松平定英は心労が重なり江戸藩邸で逝去した。その後、嗣子の松平定喬が藩主を継承した際に家老となった奥平久兵衛一派により、山内与右衛門は役儀を解かれ閉門とされ、「悪心をもって藩主の心を惑わした」という罪名で、12月5日、味酒村長久寺で切腹を命じられた。しかし、山内与右衛門にこのような罪名に該当する事実はなく、家臣達の政権争いの犠牲になったものと考えられる。約8年後無実とわかり、むしろ忠臣で武士の手本として藩に認められることになる。
文化11年（1814年）、藩主松平定通は山内与右衛門の忠義を称えて山内神社を建てた。奥平久兵衛一派はその後没落し、藩から派遣された目付の手によって、流布されていた越智郡生名島で殺害された。一方、山内与右衛門の子孫は藩から40石が下され、馬廻組として復帰した。
明治43年（1910年）6月7日、神饌幣帛料供進神社となった。昭和20年（1945年）、戦災により社殿を焼失。社殿焼失の後は小さな祠で祀られていたが、平成2年（1990年）11月に再建された。 
- 除難の神として、4月23日に大祭が行われている。
- 境内社として木野山神社が祀られている（山内神社拝殿に社名額が掲げられている）。

## アクセス
- JR予讃線松山駅および伊予鉄道市内電車松山駅前駅から北へ徒歩約20分。
- 伊予鉄バス10番線朝日八幡前バス停下車。

## 周辺施設
- 松山総合公園
- 大宝寺（国宝の本堂と、その前にある松山市指定天然記念物「乳母桜（うばざくら）」で知られる。松山市文化財課）